# Horní Světlá (Bradáčov)
Horní Světlá (německy Ober Swietla) je malá vesnice, část obce Bradáčov v okrese Tábor v Jihočeském kraji. Nachází se asi jeden kilometr jihovýchodně od Bradáčova. Je zde evidováno 21 adres. V roce 2011 zde trvale žilo šestnáct obyvatel.
Horní Světlá leží v katastrálním území Horní Světlá u Bradáčova o rozloze 1,72 km².

## Historie
První písemná zmínka o vesnici pochází z roku 1525.

## Obyvatelstvo
| Rok            | 1869 | 1880 | 1890 | 1900 | 1910 | 1921 | 1930 | 1950 | 1961 | 1970 | 1980 | 1991 | 2001 | 2011 | 2021 |
| -------------- | ---- | ---- | ---- | ---- | ---- | ---- | ---- | ---- | ---- | ---- | ---- | ---- | ---- | ---- | ---- |
| Počet obyvatel | 133  | 144  | 133  | 159  | 157  | 128  | 113  | 84   | 80   | 71   | 54   | 38   | 26   | 16   | 13   |
| Počet domů     | 20   | 20   | 20   | 20   | 22   | 22   | 23   | 21   | 21   | 18   | 16   | 19   | 19   | 19   | 11   |

## Obecní správa
Při sčítání lidu v letech 1850–1949 Horní Světlá byla osadou obce Rodná v okrese Tábor. V letech 1950–1980 byla osadou obce Bradáčov, se kterým patřila nejprve do okresu Pacov, ale od roku 1960 v okrese Tábor. Od 1. července 1980 do 23. listopadu 1990 byla částí obce Vodice v okrese Tábor. Od 24. listopadu 1990 je opět částí obce Bradáčov v okrese Tábor.

## Galerie

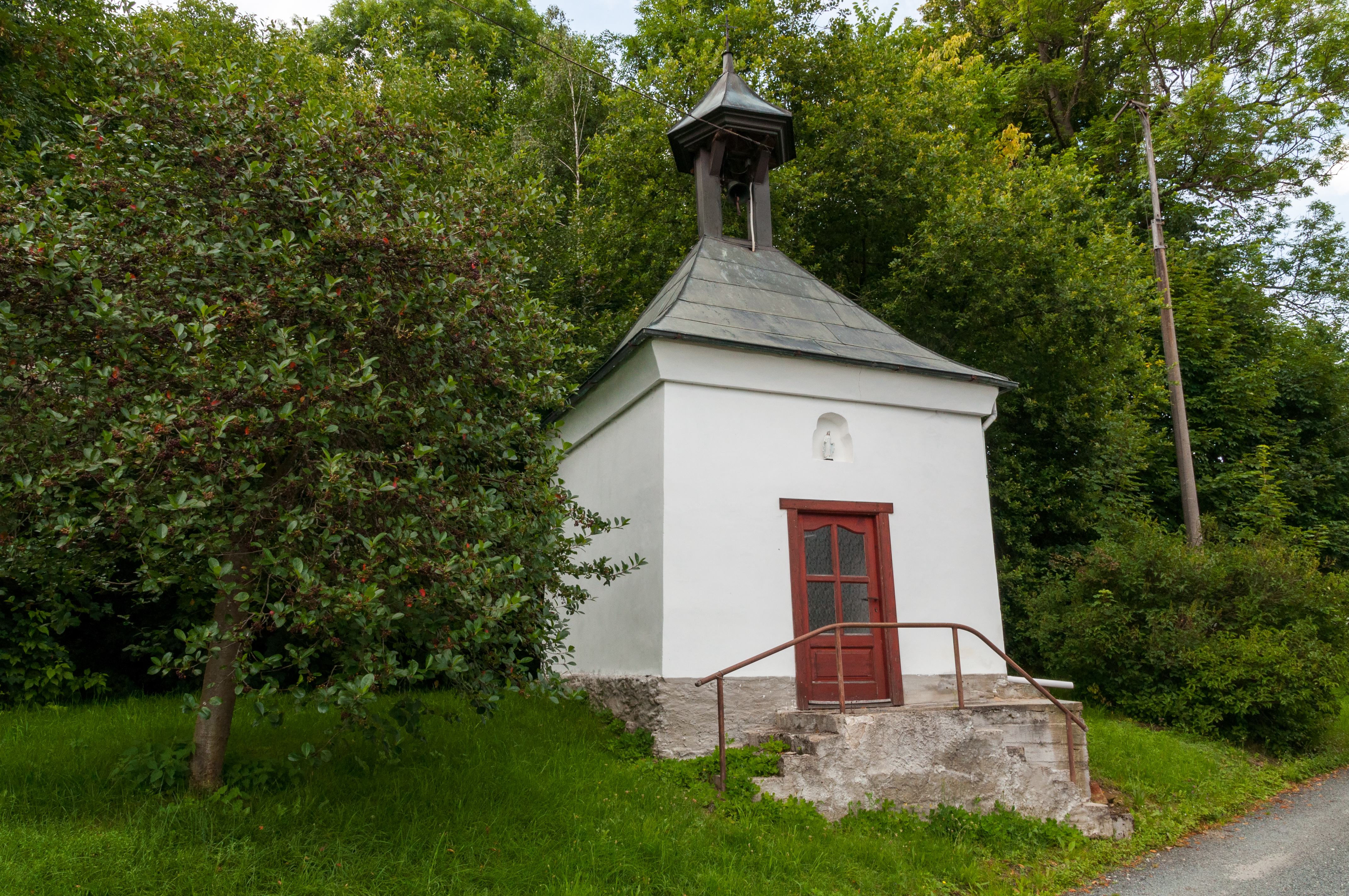
Zvonice
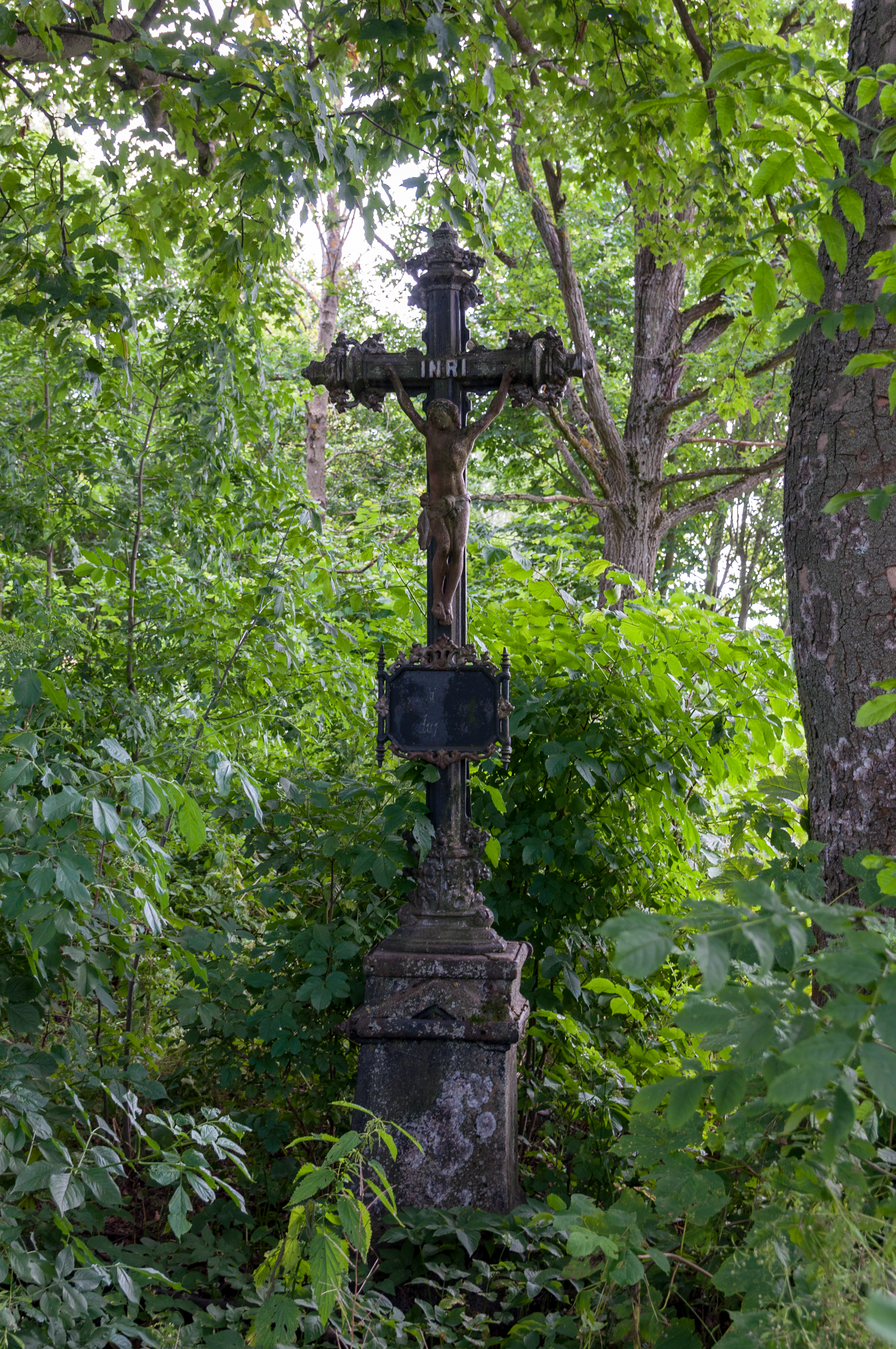
Kříž
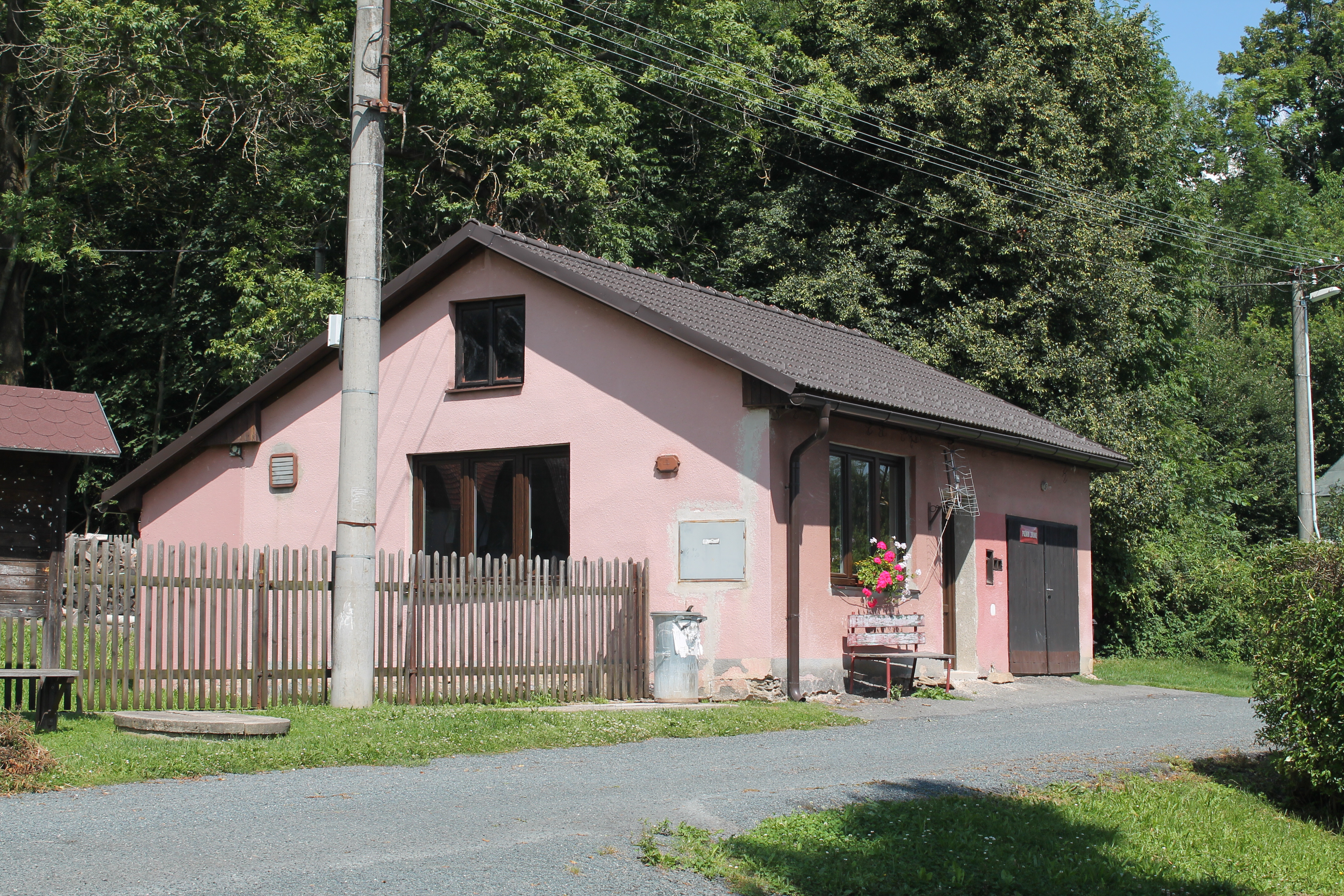
Hasičská zbrojnice
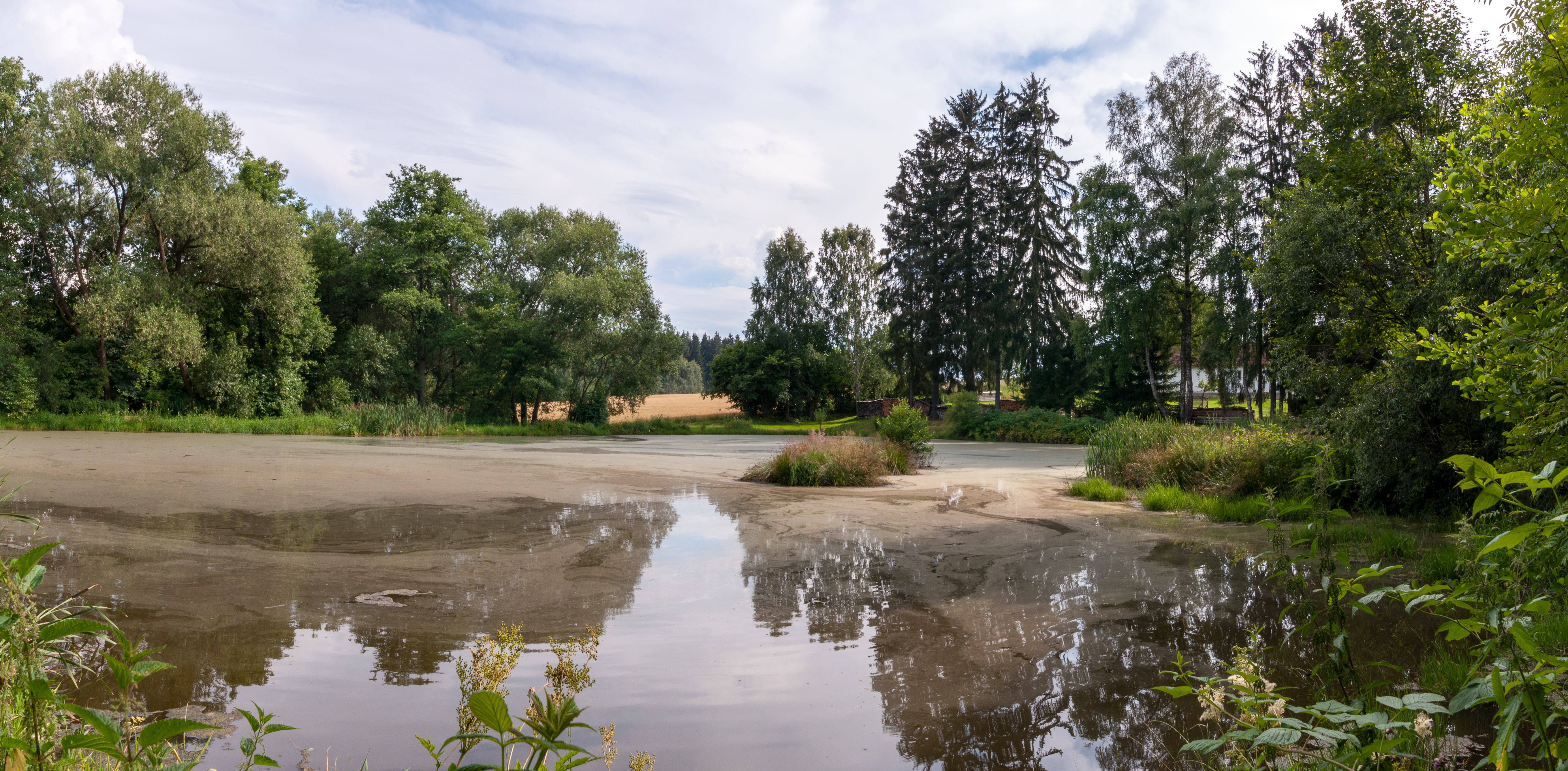
Obecní rybník
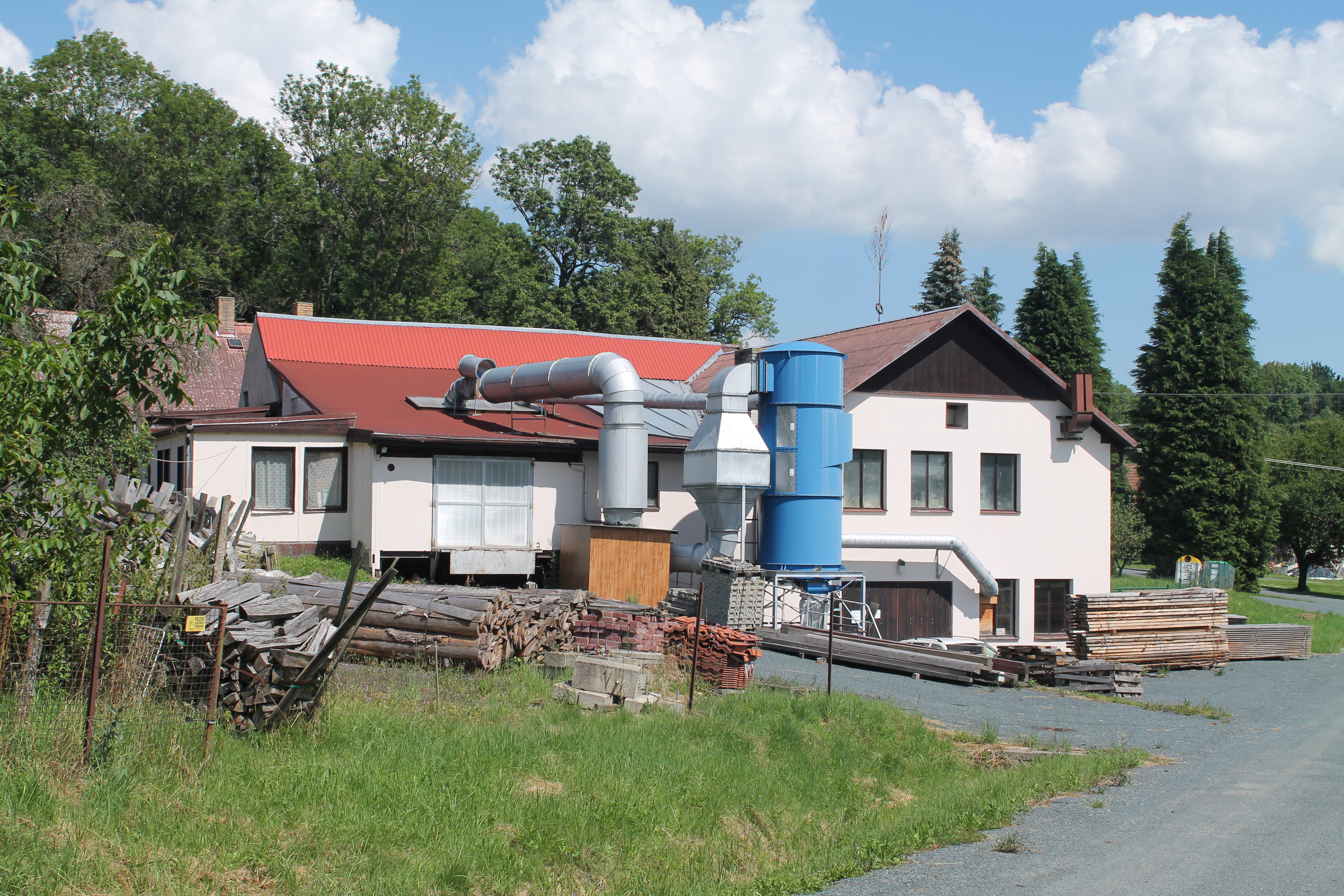
Truhlářský podnik